# Bodega Augusto Pulenta
Bodega Augusto Pulenta es una empresa argentina oriunda del departamento San Martín, en la provincia de San Juan. Se trata de una empresa cuyo origen se remonta a principios del siglo XX de la mano de inmigrantes italianos. 
Actualmente posee viñedos ubicados en forma adyacente a la bodega y también en los departamentos Ullum y 9 de Julio. 

## Historia
La bodega comenzó a construirse en 1901 en una pequeña superficie, utilizando los materiales tradicionales como: adobes de tierra y techos de caña y barro.

## Viñedos
Los viñedos pertenecientes a la bodega son producidos en: 
- Finca El Rancho: está ubicada en el departamento Ullum, posee una superficie total de 189 hectáreas de las cuales 65 están implantada. El sistema de conducción y cultivo de la vid es de tipo parral, donde el 100 % del área implantada posee un sistema de riego por goteo computarizado.

- Finca Doña Filomena:ubicada en el departamento 9 de Julio, está dotada de una superficie total de 90 hectáreas, mientras que 85 son implantadas, cuyo sistema de conducción o modo de cultivar a la vid es tipo viña espaldera alta, irrigado por un sistema por goteo computarizado. Los varietales implantados son:Chardonnay, Cabernet, Malbec, Syrah y Bonarda.

- Finca Las Rosas: al igual que la bodaga esta finca también se ubica en el departamento San Martín siendo 185 Hectáreas su superficie total, de las cuales tan solo 80 son implantada, donde el sistema de onducción es parral sustentado por un sistema de riego tradicional (canal de riego).

- Datos: Q5731062